# イオンモール香椎浜

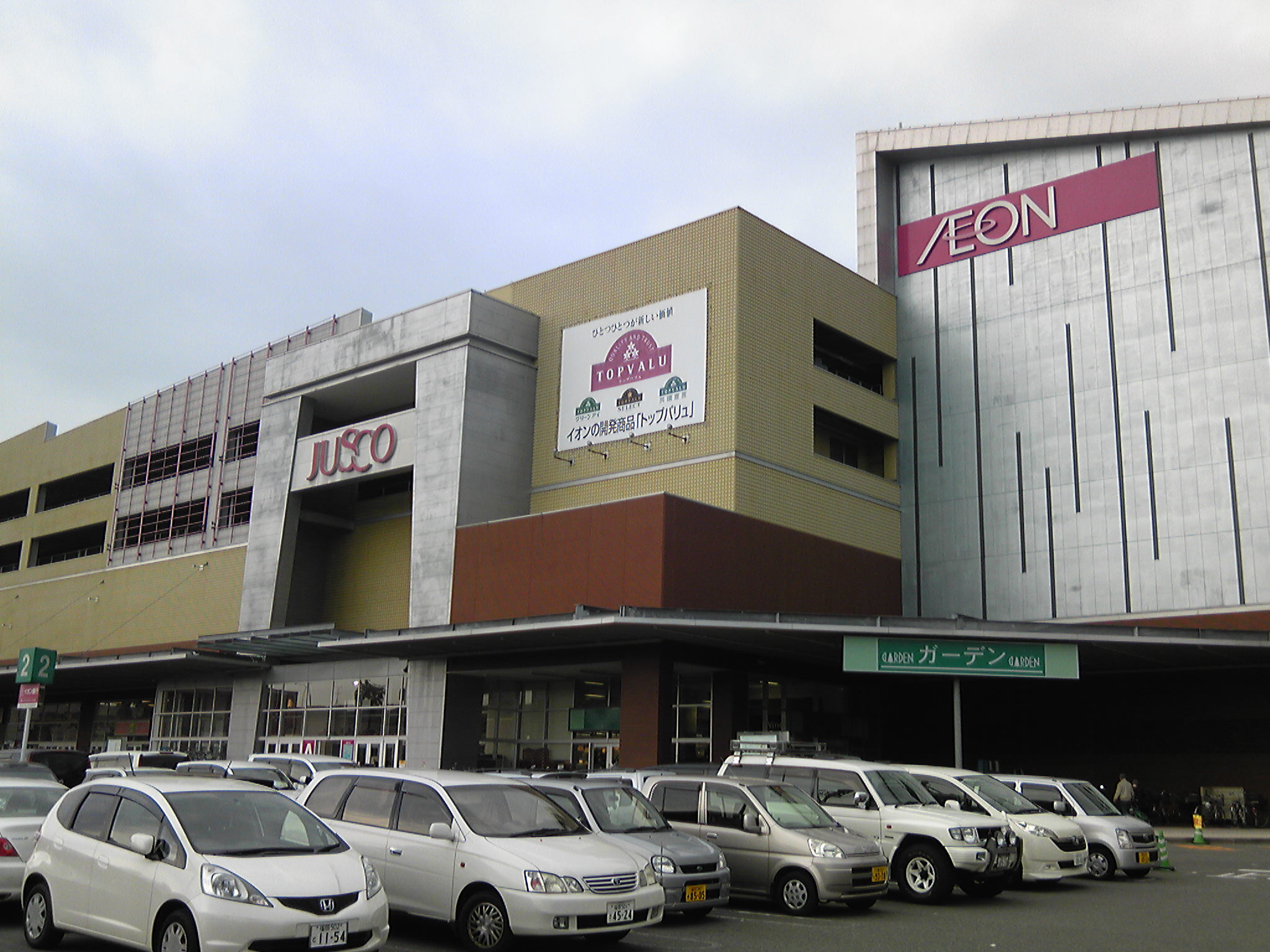
ジャスコ香椎浜店時代の店舗外観

イオンモール香椎浜（イオンモールかしいはま）は、福岡県福岡市東区にあるイオン九州のショッピングセンターである。イオンと親密な関係にある不動産投資信託日本リテールファンド投資法人が当初より土地建物を所有し、ジャスコ香椎浜店（現・イオン香椎浜店）を核に約120の専門店が並ぶ。2003年（平成15年）11月29日に開店した。
2011年（平成23年）11月21日、SCの名称をイオン香椎浜ショッピングセンターから現在の名称に変更した。
このイオン香推浜は、ジャスコ香推浜時代に『火曜日はなんかちょっと嬉しい』という、イオングループで開催している『火曜市』のCMの舞台でもあった。（CM内では『新鮮 嬉しい 火曜市』というようなセリフとなっている。）

## テナント
出店全店舗一覧は公式サイト「ショップリスト」を参照。

## 交通

### 鉄道
※直線距離の近い順
- 香椎宮前駅
- 千早駅（JR・西鉄）
- 西鉄香椎駅
- JR香椎駅

但し、千早駅からの交通網はない。香椎駅・香椎宮前駅からはバスが出ている。

### バス
- 「イオンモール香椎浜」停留所
  - 天神（郵便局前18のりば）から：行先番号23B・27B・28Bなど
  - 香椎・下原方面より：行先番号22・23B・29など
  - 青葉台・みどりヶ丘方面より：行先番号27B・28Bなど
- 「香椎浜中央」停留所
  - 城浜団地より：行先番号22・22N・29・29Nなど
  - 貝塚方面より：行先番号22・29

## 周辺施設
- 香椎浜出入口
- 海の中道大橋
- 福岡東郵便局